# Per Ivar Ödberg
Per Ivar Ödberg, född 1807 i Marieby, Jämtlands län, död 28 februari 1886 i Stockholm, var en svensk präst, författare och målare.
Ödberg blev student vid Uppsala universitet 1831 och prästvigdes 1838. Han var därefter regementspastor vid Konungens Livgarde till häst. Vid sidan av sitt prästämbete var han verksam som landskapsmålare. Som författare gav han ut några diktsamlingar under pseudonymen Pehr Ivar.